# Ржакса (река)
Ржа́кса (Сухая Ржакса, Мокрая Ржакса) — река в Тамбовской области России. Устье реки находится в 139 км по правому берегу реки Вороны. Длина реки составляет 62 км, площадь водосборного бассейна 351 км².

## Данные водного реестра
По данным государственного водного реестра России относится к Донскому бассейновому округу, водохозяйственный участок реки — Ворона, речной подбассейн реки — Хопёр. Речной бассейн реки — Дон (российская часть бассейна).
Код объекта в государственном водном реестре — 05010200212107000006793.